# Francisco Javier Fernández Torrejón
Francisco Javier Fernández Torrejón (Xile, 19 d'agost de 1975) és un futbolista xilè que disputà dos partits amb la selecció de Xile l'any 2000.